# Noise Floor (Rarities: 1998–2005)
A Noise Floor (Rarities: 1998–2005) a Bright Eyes második válogatásalbuma, amelyet 2006. október 9-én adott ki a Village Records és a Sideout Records Japánban, valamint ugyanezen a napon a Saddle Creek Records Európában, majd 24-én az Egyesült Államokban. A lemezen több, korábban ki nem adott, vagy nehezen fellelhető dal szerepel.
Az album a Saddle Creek Records 99. kiadványa.

## Kiadás
Az album CD-n és hanglemezen jelent meg; utóbbi változat öt, a CD-n nem szereplő dalt tartalmaz. Egyes példányoknál a borítón sokkal több virág szerepel, mint az alapesetben, és ezeken a lemez címe sem olvasható. Néha ez az alternatív nyomat a másik feletti rétegként jelenik meg. Az intarzián a dalszövegek, és a legtöbb számnál Conor Oberst megjegyzései olvashatók. Az alkotás elérhető a kiadó honlapján is.

## Számlista
| 1.    | Mirrors and Fevers                 | Don’t Be Frightened of Turning the Page    | 3:01 |
| 2.    | I Will Be Grateful for This Day    | Sub Pop Singles Club                       | 4:19 |
| 3.    | Trees Get Wheeled Away             | Lost & Found, Volume 1                     | 4:09 |
| 4.    | Drunk Kid Catholic                 | Drunk Kid Catholic                         | 3:10 |
| 5.    | Spent on Rainy Days                | Home Volume IV                             | 2:06 |
| 6.    | The Vanishing Act                  | Too Much of a Good Thing                   | 3:08 |
| 7.    | Soon You Will Be Leaving Your Man  | Motion Sickness                            | 5:12 |
| 8.    | Blue Angels Air Show               | DIW Magazine                               | 3:11 |
| 9.    | Weather Reports                    |                                            | 3:02 |
| 10.   | Seashell Tale                      |                                            | 3:27 |
| 11.   | Bad Blood                          | The Album Leaf                             | 4:40 |
| 12.   | Amy in the White Coat              | 3 More Hit Songs from Bright Eyes          | 5:25 |
| 13.   | Devil Town                         | The Late Great Daniel Johnston compilation | 3:03 |
| 14.   | I’ve Been Eating (For You)         | Drunk Kid Catholic                         | 2:55 |
| 15.   | Happy Birthday to Me (February 15) | Drunk Kid Catholic                         | 3:50 |
| 16.   | Motion Sickness                    | Motion Sickness                            | 6:20 |
| 60:58 |                                    |                                            |      |

| 17. | Act of Contrition                                       | Second Thoughts                            |  |
| 18. | Hungry for a Holiday                                    | Album Leaf                                 |  |
| 19. | When the Curious Girl Realizes She Is Under Glass Again | Sub Pop                                    |  |
| 20. | Entry Way Song                                          | Amos House Vol. 2                          |  |
| 21. | It’s Cool, We Can Still Be Friends                      | Transmission One: Tea at the Palaz of Hoon |  |

| 17. | Act of Contrition                  | Second Thoughts                            | 3:32 |
| 18. | It’s Cool, We Can Still Be Friends | Transmission One: Tea at the Palaz of Hoon | 5:34 |

## Fogadtatás
A kiadvány általánosan pozitív értékeléseket kapott; a Metacriticen 19 értékelésből 67 pontot szerzett.

## Fordítás
Ez a szócikk részben vagy egészben  a   Noise Floor (Rarities: 1998–2005) című angol Wikipédia-szócikk ezen változatának fordításán alapul.  Az eredeti cikk szerkesztőit annak laptörténete sorolja fel. Ez a jelzés csupán a megfogalmazás eredetét és a szerzői jogokat jelzi, nem szolgál a cikkben szereplő információk forrásmegjelöléseként.